# ブルターニュ沖海戦
ブルターニュ沖海戦 (Battle of Brittany) は、第二次世界大戦中イギリス海峡で発生した海戦のひとつ。1944年6月9日の早朝にドイツ海軍(Kriegsmarine)駆逐群と連合国軍駆逐群との間でブルターニュ半島沖で起きた。この海戦はノルマンディー上陸作戦が開始されてまもなく発生した。夜まで続いた乱戦の結果、連合国軍は駆逐艦を1隻撃沈し、1隻を座礁させ、これをさらに攻撃し破壊した。

## 背景
1944年6月6日連合国軍がノルマンディーへ最初に上陸した日に、ドイツ海軍の1936A型駆逐艦「Z24」と「Z32」及び「ZH1」から成る第8駆逐群はテオドール・クランケ少将の命令を受けジロンド県からブレストへ移動した。しかし、ドイツ駆逐群はビスケー湾を通過するところで、イギリス空軍沿岸軍団から派遣されたカナダ軍部隊のブリストル ボーファイターの攻撃を受けた。この交戦で「Z32」は軽微な損傷を受けた。ドイツ軍艦船はブレスト港に入港し、「Z24」及び「Z32」は対空武装を強化した。6月8日に第4水雷艇群で1隻だけ生き残った「T24」を編入し再びテオドール・フォン・ベヒトルスハイム大佐の指揮によりシェルブールのドイツ軍を強化するために向かった。
連合国軍はウルトラ情報によりドイツ軍の意図を把握していたので、ドイツ駆逐群がイギリス海峡を北上するのを妨げるために第10駆逐群を派遣した。このとき第10駆逐群の指揮はバジル・ジョーンズ大佐が執っていて、トライバル級駆逐艦の「ターター」を旗艦とし座乗していた。駆逐群はイギリス海軍駆逐艦「アシャンティ」、「エスキモー」とJ級駆逐艦「ジャベリン」、カナダ海軍駆逐艦「ハイダ」、「ヒューロン」及びポーランド共和国海軍駆逐艦「ピオルン」、「ブリスカヴィカ」で構成されていた。ジョーンズは「エスキモー」、「ジャベリン」、「ピオルン」、「ブリスカヴィカ」から成る第19駆逐隊と「ターター」、「アシャンティ」、「ヒューロン」、「ハイダ」から成る第20駆逐隊に群を分割した。

## 交戦
イギリス駆逐群はイギリス海峡を西へ向かって移動していたときの6月9日午前1時直後に、レーダーによってドイツ軍艦船が発見された。一方、このときドイツ艦隊はバッ島の西北西30マイル付近の地点におり、北東の方に影を発見してその調査に向かった。そして戦闘が発生した。
まずドイツ軍が雷撃を行ったが命中せず、続いて第19駆逐隊による砲撃でドイツの駆逐艦3隻が被弾損傷した。「ZH1」は航行不能となり、「Z32」は北西へ、「Z24」と「T24」は南西へ向かった。この後「Z32」は第20駆逐隊と遭遇して交戦し、それから今度は「ターター」および「アシャンティ」と交戦した。この戦闘で「Z32」は再び被弾したが、「エスキモー」と「ターター」を損傷させた。「Z32」との交戦後、「ターター」及び「アシャンティ」は「ZH1」と交戦し、「アシャンティ」は至近距離から魚雷2発を発射した。そのうちの1発が「ZH1」に命中し、艦首を吹き飛ばした。「ZH1」艦長クラウス・バルコウは退艦命令を出し、艦は放棄され02時40分に自沈した。バルコウ艦長以下39名が死亡し、28名はフランスにうまくたどりつき、残りの140名はイギリス軍により救助された。
「ハイダ」と「ヒューロン」は「Z24」と「T24」がイギリス軍の機雷原へ入り込むまで追跡したが、結局見失うこととなった。この後「Z24」と「T24」は旗艦との通信を回復して帰投許可を得、夕刻ブレストに到着した。一方、旗艦の「Z32」は最終的に「ハイダ」と「ヒューロン」に捕捉され、被弾して速度が低下し、最後はバッ島に座礁した。

## その他の文献
- Whitby, Michael "Masters of the Channel Night: The 10th Destroyer Flotilla’s Victory Off Ile De Batz, 9 June 1944." Canadian Military History 2, 1 (1993)